# Castello di Dego
Il castello di Dego è stato un edificio difensivo situato nella località di Cua in posizione dominante sul borgo di Dego, nell'alta val Bormida, in provincia di Savona. Ne rimangono soltanto alcuni ruderi, raggiungibili attraverso una strada carrabile, oppure attraverso un più ripido e panoramico sentiero napoleonico che collega  il nucleo moderno del paese alla parte alta più antica.

## Storia e descrizione
Un fortilizio militare, più che una vera e propria residenza, potrebbe esser stato edificato nel XIII secolo dai Del Carretto anche se non esistono documentazioni certe e verificabili. Secondo la tradizione locale, invece, potrebbe risalire al X secolo, dato che Dego è una corte oggetto delle donazioni ad Aleramo del Monferrato.
Il borgo di Dego fu ereditato circa nel 1185 dal marchese Ottone Del Carretto, signore di Cairo, alla morte del padre Enrico I Del Carretto, detto il Guercio. Nel 1214 il marchese Ottone I cedette le proprie terre alla Repubblica di Genova, consolidando il suo potere nella valle della Bormida, e ottenendo in cambio dai Genovesi l'investitura ufficiale; l'atto di cessione venne firmato nel castello di Cairo Montenotte, residenza della corte carrettesca, e in un documento si viene a conoscenza del castrum quod vocatur Decus, il castello di Dego.
Nel 1339 il feudo di Dego e relativo castello passarono alla famiglia astigiana degli Scarampi salvo poi ritornare nelle mani dei Del Carretto dal 1350 al 1419 quando divenne territorio del Marchesato del Monferrato. Il castello fu probabilmente sede della zecca del marchese di Ponzone che, fino al XV secolo, gestì anche il feudo di Giusvalla.
Fatti d'armi interessarono il castello nel 1553 quando fu assediato dalle truppe francesi del maresciallo di Francia Carlo I di Cossé-Brissac, al servizio del re Enrico II di Francia; il fortilizio si arrese al nemico senza opporre resistenza. Occupato nel 1625 dai soldati di Amedeo I di Savoia, dopo il 1735 fu annesso al Regno di Sardegna.
Altre battaglie furono combattute presso il castello di Dego come il saccheggio compiuto nel 1745 dalle truppe franco-spagnole e ancora nella seconda battaglia di Dego del 1796 dove a fronteggiarsi vittoriosamente furono i soldati napoleonici contro gli austriaci. Oltre alla perdita di quasi quattrocento persone del paese, danni si registrarono anche al locale castello che ne uscì allo stato di semi rudere (solo una parte della cinta muraria è rimasta intatta).